# 赵黄岗
赵黄岗（1927年—），男，直隶临城人，中国摄影家，曾任广西图片画报社社长，中国摄影家协会常务理事。